# Heydər Əliyev

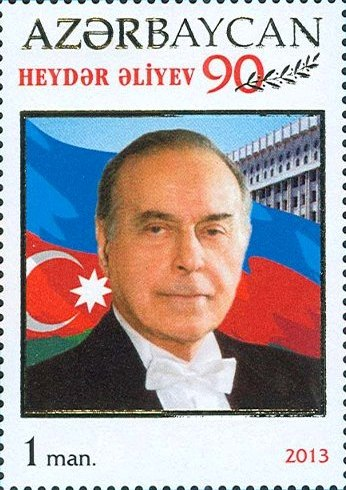
Znaczek pocztowy z wizerunkiem Heydəra Əliyeva

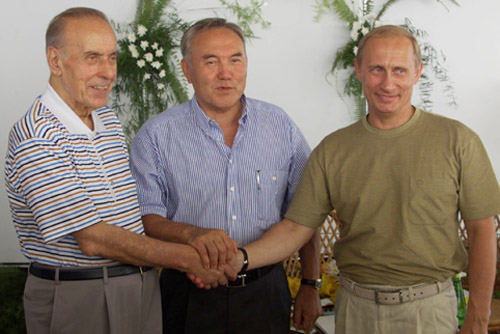
Hejdar Alijew, Nursułtan Nazarbajew i Władimir Putin w Soczi. (2001)

Heydər Əlirza oğlu Əliyev (często używana transkrypcja rosyjskiej pisowni: Hajdar lub Hejdar Alijew; ur. 10 maja 1923 w Nachiczewanie, zm. 12 grudnia 2003 w Cleveland) – azerski polityk, I sekretarz KC Komunistycznej Partii Azerbejdżanu w latach 1969–1982, prezydent Azerbejdżanu w latach 1993–2003.

## Życie prywatne
Jego żoną była Zərifə Əziz qızı Əliyeva, okulistka i pracownik naukowy, zmarła w 1985 roku. Miał syna İlhama i córkę.
W 1939 ukończył technikum pedagogiczne, a w 1957 – fakultet historyczny Państwowego Uniwersytetu Azerbejdżańskiego im. S. M. Kirowa.

## Azerska SRR
W 1941 rozpoczął pracę w NKWD Nachiczewańskiej ASRR, a następnie w Sownarkomie tej republiki. Od maja 1944 był pracownikiem organów bezpieczeństwa Azerbejdżańskiej SRR, stając się w 1964 zastępcą przewodniczącego, a 3 lata później przewodniczącym republikańskiego KGB. W latach 1949–1950 był słuchaczem Szkoły MGB ZSRR.
W 1976 został kandydatem do Politbiura. W 1982 Jurij Andropow awansował go na wicepremiera ZSRR. Równolegle, od 1986, był przedstawicielem Biura Rady Ministrów ZSRR odpowiedzialnym za sprawy socjalne. W 1984 jako członek Biura Politycznego przewodził komisji do spraw reformy radzieckiej szkoły.
Był członkiem Rady Najwyższej ZSRR kadencji 8-11.
Dwukrotnie otrzymał tytuł Bohatera Pracy Socjalistycznej (1979 i 1983), był odznaczony czterokrotnie Orderem Lenina, Orderem Rewolucji Październikowej, Orderem Wojny Ojczyźnianej I klasy i Orderem Czerwonej Gwiazdy.
Wraz z nominacją Michaiła Gorbaczowa na sekretarza generalnego KC KPZR Əliyev zaczął popadać w niełaskę. „Prawda” oskarżyła go o korupcję i nazwała „wielkim komunistycznym dinozaurem”. W 1987 Gorbaczow oczyścił swoje biuro ze starej breżniewowskiej gwardii i zmusił Əliyeva do rezygnacji z powodów zdrowotnych. Od 1987 do 1990 był na emeryturze.

## Niepodległy Azerbejdżan
Po krwawym stłumieniu demonstracji w Baku 20 stycznia 1990, Əliyev przyjechał do przedstawicielstwa Azerskiej SRR w Moskwie i wygłosił antygorbaczowskie przemówienie. Zostało ono retransmitowane w Baku, gdzie wywołało odzew ze strony członków antymoskiewskiego Frontu Ludowego. Əliyev w lipcu 1991 złożył rezygnację z członkostwa w KPZR.
W 1991 wrócił do rodzinnego Nachiczewanu, został przewodniczącym Najwyższego Medżylisa Nachiczewańskiej Republiki Autonomicznej.
Po ogłoszeniu niepodległości przez Azerbejdżan w 1991, wybuchł konflikt z Armenią o Górski Karabach. Ówczesny prezydent Əbülfəz Elçibəy mianował Əliyeva w 1992 zastępcą przewodniczącego Rady Najwyższej Azerbejdżanu, aby w ten sposób opanować chaos i wzmocnić rządy. Sytuacja jednak pogarszała się i rok później Elçibəy musiał uciekać ze stolicy, a Əliyev zastąpił go na stanowisku, obejmując równocześnie przywództwo w Radzie Najwyższej. Əliyeva w Baku witały tłumy, na ulicach wisiały transparenty z jego portretami i podpisem „Dam Wam to, czego chcecie”.
Heydər Əliyev dwukrotnie wygrywał wybory prezydenckie (w październiku 1993 i 1998). Za jego rządów rozpoczęto budowę rurociągu naftowego z Baku przez Tbilisi do Ceyhan w Turcji. Próbował zbrojnie przezwyciężyć kryzys karabaski (grudzień 1993), ale pociągnął on za sobą dalsze tysiące ofiar i wypędzenie ponad 700 000 Azerów.
W 1995 Əliyev uniknął zamachu na swoje życie – sprawców nigdy nie ujęto. Od 1999 zaczął się pogarszać stan jego zdrowia, leczył się w USA, przechodził kolejne operacje serca, lecz inne organy stopniowo odmawiały posłuszeństwa.
Został odznaczony Orderem św. Andrzeja (2003) oraz gruzińskim Orderem Złotego Runa (2001) i ukraińskim Orderem Księcia Jarosława Mądrego I klasy (1997).
W październiku 2003 wysunął swojego syna, İlhama, jako jedyną kandydaturę swojej partii na prezydenta. İlham Əliyev wygrał wybory 15 października 2003. Dwa miesiące później Heydər Əliyev zmarł.

## Upamiętnienie
- W 2003 powstał film biograficzny o Əliyevie pt. „Czarne znamię” (Qara nişanə; reż. Vaqif Mustafayev). W postać Əliyeva wcielił się polski aktor Tadeusz Huk. Inny polski aktor Andrzej Grabarczyk zagrał Ayaza Mütəllibova, zaś jednym z producentów filmu był Jerzy Rutowicz[7][8].
- Od 2004 istnieje Fundacja Heydəra Əliyeva, której prezesem jest żona İlhama Əliyeva, Mehriban Əliyeva[9].